# Salsa Tabasco

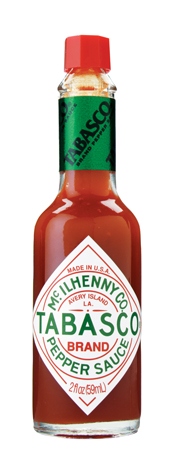
Botella de salsa Tabasco.

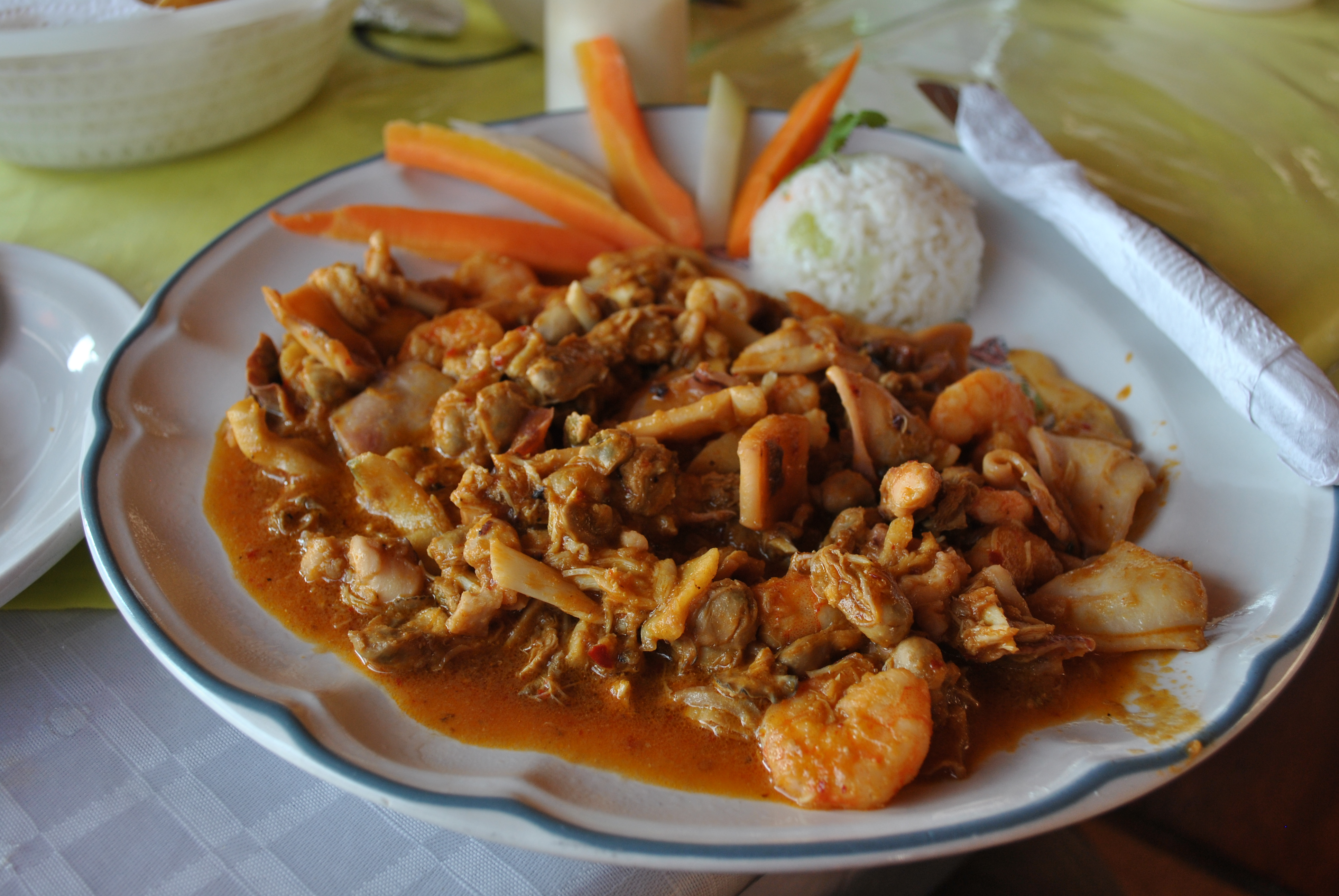
Mariscos al chiltepín, Tabasco.

La salsa Tabasco es una famosa salsa picante de origen estadounidense, creada en 1868 por Edmund McIlhenny. De sabor picante, se prepara con chile tabasco rojo, vinagre, agua y sal, macerados en barriles de roble. Aunque su nombre procede del estado mexicano de Tabasco, se trata de un producto estadounidense elaborado por la McIlhenny Company, que produce toda la salsa vendida en el mundo en su sede situada en el domo salino de Avery Island en la parroquia de Iberia en la zona meridional del estado de Luisiana, en el sur de los Estados Unidos.

## Historia

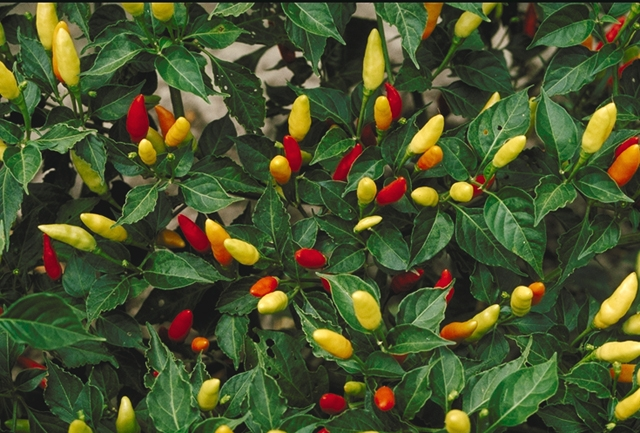
Chiles Tabasco.

En 1841, Edmund McIlhenny emigró a Nueva Orleans, donde conoció a un viajero llamado Gleason, a quien compró un puñado de chiles rojos traídos desde Tabasco, México. Los chiles le gustaron tanto que comenzó a sembrarlos en la plantación de su suegro, dueño de una mina de sal en la Isla de Avery, situada a 140 millas al oeste de Nueva Orleans. Sin embargo, al estallar la Guerra de Secesión, la familia McIlhenny tuvo que abandonar la Isla de Avery hasta que el conflicto acabara. Finalizada la guerra, los McIlhenny regresaron a su hogar, donde los esperaban sus tierras cubiertas de plantas de chile en flor. En 1868, Edmund comenzó a experimentar con la elaboración de una salsa picante a partir de estos chiles, hasta que dio con la que sería la receta definitiva. Sus primeros comensales, quienes eran sus familiares y amigos, quedaron encantados con su salsa y pronto se empezó a hablar de la deliciosa "salsa de Mr. McIlhenny". Creada en principio sin ningún propósito comercial, las personas próximas a Edmund le animaron a venderla fuera de su círculo. Edmund comenzó a vender su salsa de manera independiente, hasta que consiguió que agentes comerciales la distribuyeran. La demanda fue creciendo rápidamente y se convirtió en un éxito comercial. A finales de la década de 1870, Edmund comenzó a exportar la salsa Tabasco a Europa. 
Actualmente la famosa salsa se puede encontrar en más de 160 países de los cinco continentes y está etiquetada en más de 22 idiomas, conservando su receta original de hace más de 150 años.
La empresa fundada por McIlhenny se ha mantenido en la propiedad de sus descendientes desde su muerte en 1890 hasta el presente, siendo Paul McIlhenny su actual director ejecutivo, el cuarto de la compañía.

## Variedades

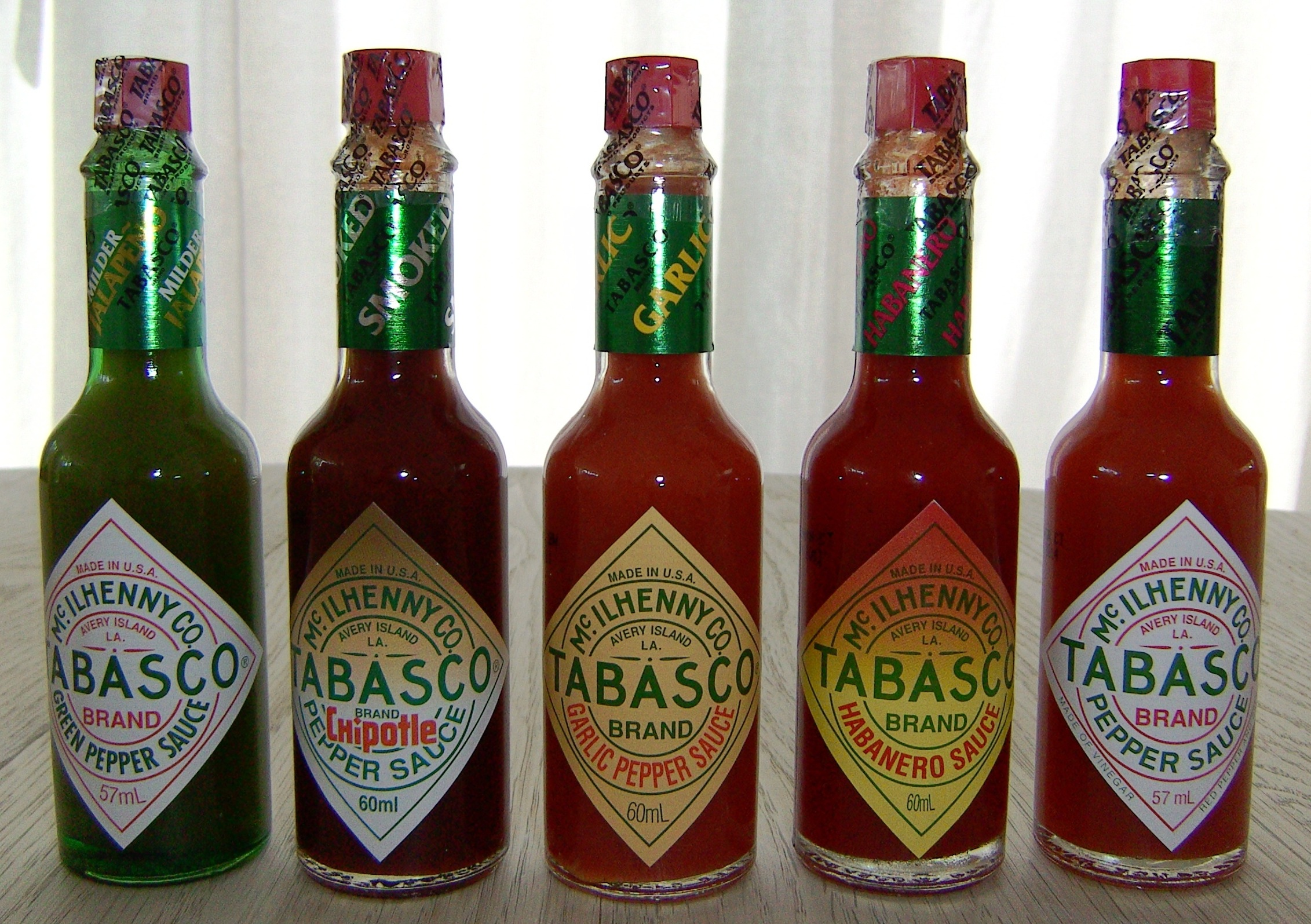
Variedades de salsa Tabasco.

Durante el siglo XX se comenzaron a comercializar nuevos sabores de salsa Tabasco, tales como Tabasco Garlic, es decir con ajo, Tabasco Chipotle, Tabasco Green Pepper (hecha con jalapeño) y Tabasco habanero (estos sabores no están disponibles en todos los países donde se comercializa la variante original). El producto se vende en 165 países.